# 1365

## Събития
- Столицата на Турция е преместена в Одрин